# Philippine Open
Il Philippine Open è stato un torneo professionistico maschile di tennis che faceva parte dell'ATP Challenger Tour. Si è giocata la sola edizione del 2016, svoltasi tra il 18 e il 24 gennaio sui campi in cemento del Rizal Memorial Sports Complex a Manila, nelle Filippine. Con questo torneo, il circuito Challenger era tornato nelle Filippine dopo che nel 1994 si era disputata sugli stessi campi l'ultima edizione del Manila Challenger.

## Albo d'oro

### Singolare
| Anno | Campione       | Finalista         | Punteggio |
| ---- | -------------- | ----------------- | --------- |
| 2016 | Michail Južnyj | Marco Chiudinelli | 6–4, 6–4  |

### Doppio
| Anno | Campioni                         | Finalisti                                   | Punteggio |
| ---- | -------------------------------- | ------------------------------------------- | --------- |
| 2016 | Johan Brunström Frederik Nielsen | Francis Casey Alcantara Christopher Rungkat | 6–2, 6–2  |